# Hydrosfären

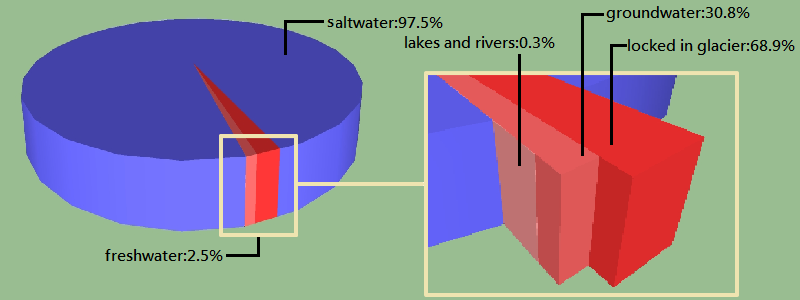
Grafisk illustration av vattnets fördelning på jorden.
Blå - mängden saltvatten på jorden (97,5%)
Röda nyanser - sötvatten (2,5%):
Den mest intensiva röda färgen - det vatten som är bundet i glaciärer (68,9%)
Den lite ljusare röda nyansen - jordens grundvatten (30,8%)
Ljusast rött (rosa) - det vatten som finns i sjöar och floder (0,3%)

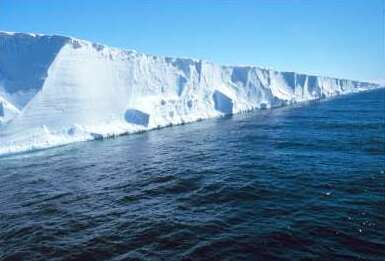
Is och hav ingår i hydrosfären, på bilden kan man se Ross shelfis.

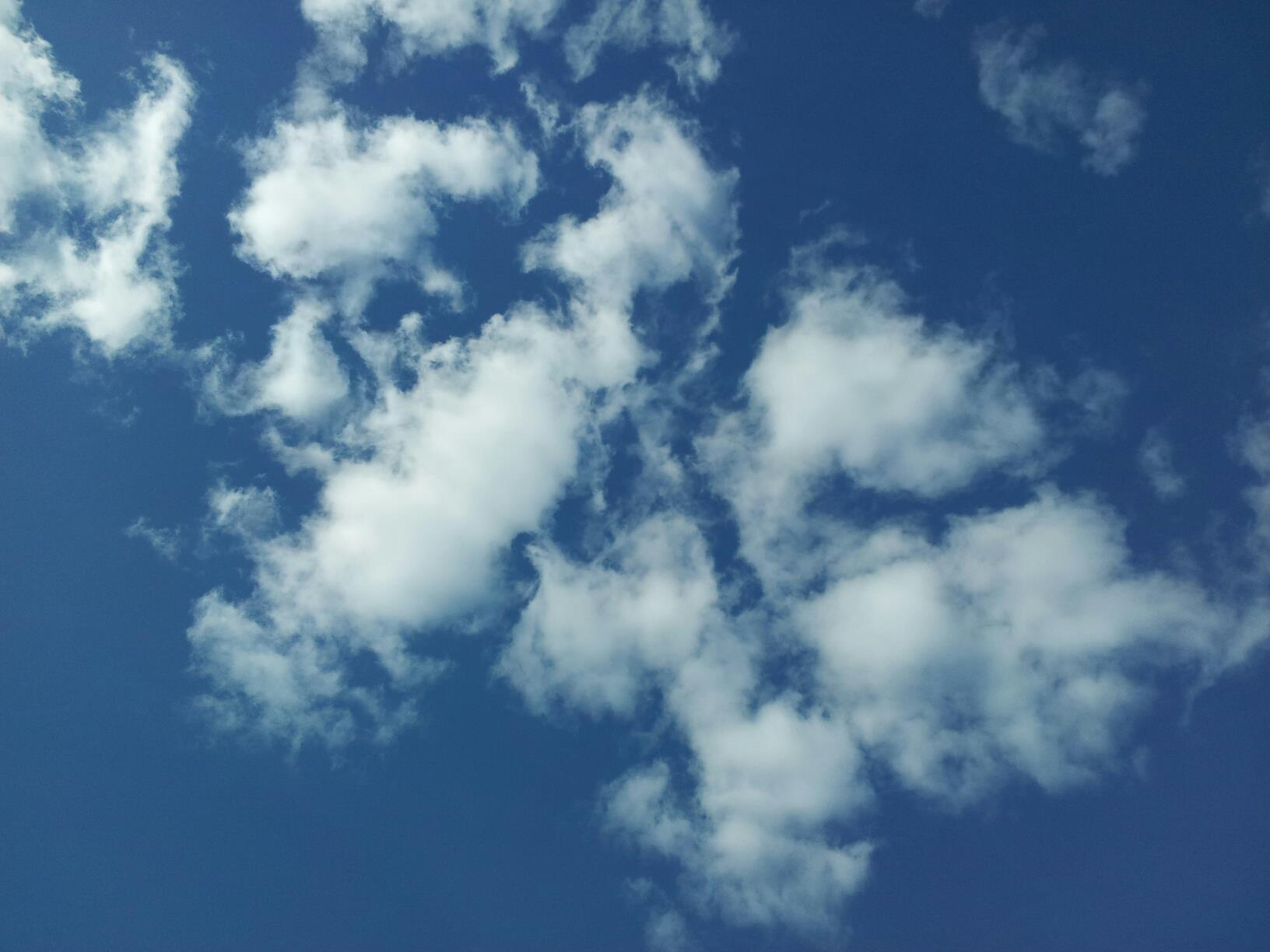
Vattnet i molnen ingår i hydrosfären

Hydrosfären (efter grekiska hydros = vatten och -sfär från grekiska sphạira = klot eller boll)  är samlingsnamnet på allt vatten som finns i haven, sjöarna och floderna, mark- och grundvattnen, isen och glaciärerna, vatten bundet i biosfären, dvs i växtlighet och andra levande organismer (inklusive oss själva), samt i atmosfären. Vatten som finns bundet i mineral i jordens inre räknas dock inte.

## Hydrosfärens olika delar

### Världshaven
Jordens hav bildar tillsammans ett enda stort världshav. Havet är världens största habitat och omfattar 1368 miljoner km³ vatten. Ca 71% av jordens yta täcks av hav. Stilla havet som är jordens största hav är större än alla kontinenter sammanlagda. På nästan alla latituder överväger vatten, endast vid 60° nordlig bredd upptar landområdena mer areal än havet.
Skillnader i salthalt och temperatur ger olika förutsättningar för liv i havet. I världshaven är salthalten relativt konstant, ca 3,5%. Skillnaderna i havets salthalt beror på t.ex. avdunstning och sötvatten som förs ut i haven med vattendrag. Medeltemperaturen i havet är bara ca 3,5 °C.
På alla djup i havet är vattnet i rörelse. Stora permanenta strömmar orsakas av vindar eller densitetsskillnader. Mer variabla ytströmmar är bl.a. knutna till vädersystemen.
Hela jordens klimat blir starkt påverkat av havsströmmar i samband med vindar. Den stora vattenmängden i haven fungerar som en enorm buffert, landområden nära havet får mycket mindre årstidsskillnader i klimat än de platser som har långt till kusten. Man använder begreppen inlandsklimat och kustklimat för att visa på denna skillnad.

### Sjöar
En sjö är en vattensamling i en naturlig sänka i jordytan. Bildandet av de största sjöarna sker främst genom tektoniska processer, dvs rörelser i jordskorpan. Långsmala spricksjöar bildas genom sprickbildning i jordskorpan, dessa är vanliga i Sverige. Men flest antal sjöar har blivit till genom erosioner från inlandsisen och genom att moränavlagringar dämt upp vattnet. Områden som varit täckta av inlandsisar i Nordamerika och Europa är jordens sjörikaste. Kanada har flest sjöar av alla länder. I Skandinavien och Finland finns också många sjöar. Sjöar kan också bildas i gamla vulkankratrar och efter meteoritnedslag. Mien i Småland är en sjö som bildats genom ett meteoritnedslag.
Kaspiska havet har en yta på 374 000 kvadratkilometer och har därmed den största ytan av jordens sjöar. Kaspiska havets största djup är 1 025 meter.
En sjös omsättningstid kallas kvoten mellan sjöns volym och den totala genomströmningen.

### Floder och övriga vattendrag
Floder och andra vattendrag eroderar terrängen de flyter genom, denna erosion kallas floderosion eller fluvial erosion. Förutom vatten transporterar därmed floder även sediment, organiskt material och kemiskt lösa ämnen. Amazonfloden som är en flod i Sydamerika är den största av jordens floder när det gäller både längd och vattenrikedom. Amazonflodens längd är 7 025 km och till den rinner vatten från en landyta på 7 000 000 kubikkilometer .

### Markvatten
Markvatten är det vatten som finns marken i den så kallade omättade zonen som ligger över grundvattennivån. Vattnet kan här tas upp av växter.

### Grundvatten
Grundvatten kallas det vatten i nedre delen av jorden eller i helt vattenfyllda hålrum berggrunden (grundvattenzonen eller den så kallade mättade zonen). Huvuddelen av världens dricksvatten tas från jordens grundvatten. Grundvattentillgångarna hotas i många länder av överuttag och föroreningar
Vatten som sjunker djupt ner kan förbli där i tusentals år. Detta vatten kallas fossilt vatten eller orörligt vatten. Under Sahara finns fossilt vatten med en medelålder på 10 000 år. På många platser i världen tar man upp sådant vatten trots att det tar flera tusen år för sådant vatten att lagras, detta leder till att det sinar och man måste borra allt djupare.

### Glaciärer
Glaciärer kallas de anhopningar av is och snö som rör sig genom inverkan av sin egen tyngd. De största glaciärerna är inlandsisarna i Antarktis och på Grönland. Omkring 11% av jordens landyta täcks av glaciärer. I Sverige finns nära 300 glaciärer men de flesta relativt små. Inom områden nära ekvatorn finns glaciärer intill höga bergstoppar.

### Vatten i atmosfären
Mängden vattenånga i luften varierar med temperatur och närhet till t.ex. vattenmassor. I varm luft kan det finnas mer vattenånga än i kall. Vid en viss temperatur kan luften maximalt innehålla en viss mängd vattenånga. Det är detta som kallas luftens mättnadsfuktighet och den anges i g/m³.
Cirka en halv miljon km³ vatten avdunstar årligen på jorden. Evaporation kallas avdunstning från mark och vattenytor. Avdunstning från växter och andra organismer kallas transpiration Den gemensamma summan av både evaporation och transpiration kallas evapotranspiration.
Skandinaviens förhållandevis milda klimat beror förutom vår närhet till atlantens stora vattenmassor och havsströmmar även på att västvindarnas luftströmmar för med sig vatten som avdunstat från haven vid norra vändkretsen.

## Vattnets kretslopp
huvudartikel: Vattnets kretslopp

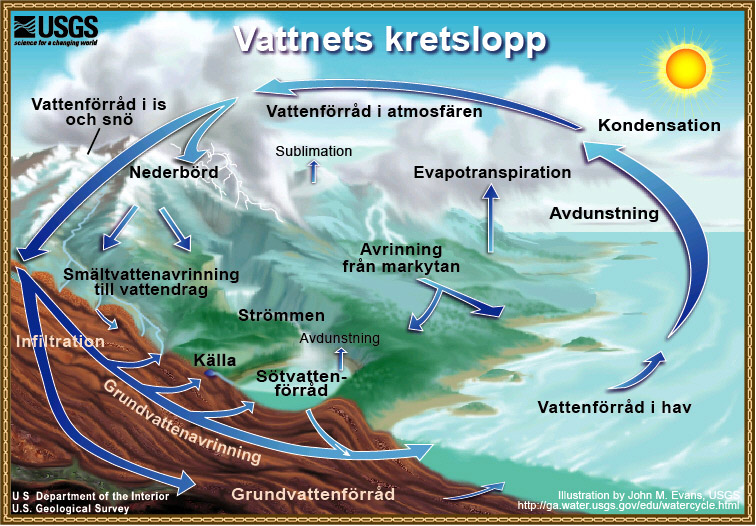
Vattnets kretslopp

Vattnets kretslopp kallas även det hydrologiska kretsloppet. Cirka en halv miljon km³ vatten avdunstar årligen på jorden. Av det som avdunstar från haven förs endast en mindre del in över kontinenterna. Evaporation kallas avdunstning från mark och vattenytor. Avdunstning från växter och andra organismer kallas transpiration Den gemensamma summan av både evaporation och transpiration kallas evapotranspiration. När regn infiltreras i marken så bildar den övervägande delen av detta markvatten. Den del av regn och smält snö och is som rinner av marken utan att infilteras blir till ytvatten som tex floder och sjöar. Det markvatten som inte används av växterna kan sjunka och bilda grundvatten.